# Авр (приток Эра)
Авр (фр. Avre) — река во Франции. Длина реки — 80 км. Площадь водосборного бассейна — 917 км². Средний расход воды — 3,6 м³/с.
Река Авр протекает в северо-западной Франции, в регионах Нормандия и Центральная Долина Луары.
Её истоки находятся в коммуне Бубертр, на территории природного парка Перш. Высота истока — 285 м над уровнем моря. Далее Авр течёт в северо-восточном направлении, на протяжении 80 километров, и у городка Монтрёйль, севернее Дрё, левым притоком впадает в реку Эр. Высота устья — 70 м над уровнем моря.
Река Авр пересекает территории департаментов Орн региона Нижняя Нормандия, Эр и Луар региона Центр и Эр региона Верхняя Нормандия.
Правым её притоком является речка Муветт.
В Средневековье по реке Авр проходила граница герцогства Нормандия, отделявшая его от земель королевского домена.
Населённые пункты на реке:Рандонне, Вернёй-сюр-Авр, Монтиньи-сюр-Авр, Тийер-сюр-Авр, Нонанкур, Сен-Реми-сюр-Авр, Месниль-сюр-л'Эстре, Монтрёйль.